# サディアス・ロス
サディアス・E."サンダーボルト"・ロス（Thaddeus E. "Thunderbolt" Ross）は、マーベル・コミックの漫画『インクレディブル・ハルク』の登場人物である。
アメリカ空軍の将軍であるためロス将軍と呼ばれるほか、2008年に赤いハルクに変身する能力を得たことからレッド・ハルク（Red Hulk、略称：ルーク［Rulk］）とも呼ばれる。
また、ベティ・ロスは娘に当たり、ブルース・バナーやグレン・タルボットは義子にあたる。

## 発行履歴
サディアス・"サンダーボルト"・ロスは、ハルクの宿敵としてスタン・リーとジャック・カービーによって生み出され、1962年5月に『インクレディブル・ハルク』第1号に初登場した。このシリーズを通して幾度も登場したロスのキャラクターの起源は『インクレディブル・ハルク』第291号で明らかにされた。レッド・ハルクは2008年1月にジェフ・ローブとエド・マクギネスによる『ハルク』Vol.3第1号に初登場したが、その正体がロスであることは『ハルク』第23号で明かされた。
レッド・ハルクは『アベンジャーズ』Vol.4第7号（2011年1月）から最終号の第34号（2013年1月）までレギュラーキャラクターとして登場した。その人気から2012年には、ダニエル・ウェイとスティーヴ・ディロンによる『サンダーボルツ』シリーズにおいてメインキャラクターとして起用された。また、ゼブ・ウェルズとジョー・マデュレイラによる2011年のシリーズ『アメイジング・スパイダーマン』の第1〜3号に、スパイダーマンのチームアップキャラクターとして登場した。

## キャラクター経歴
父と祖父も従軍経験があるという著名な軍人の家系に生まれたサディアス・ロスは、彼らの跡を継ぐ素地を有しており、高校を卒業してすぐにアメリカ空軍に入隊し、家庭を築きながら急速に出世し、中将の地位を獲得した。
ロスは若き科学者ブルース・バナーの“ガンマ・ボム・プロジェクト”の監督に抜擢されるが、娘のベティ・ロスに気に入られていたバナーに対して嫌悪感を深め、ハルクに変身した彼をロスは何年もかけて追い回し、サミュエル・スターンズ/リーダー、MODOK、エミル・ブロンスキー/アボミネーションなどのスーパーヴィランと手を組んで合衆国反逆罪を犯すほど執着するようになり、やがて除隊し、銃を持ってベティとブルースの結婚式に現れた際に自分の前に立ちはだかったリック・ジョーンズを射殺してしまった。“S.H.I.E.L.D.”のエージェントクレイ・クォーターメインにスカウトされると、電気生物“ザザックス”と合体。後に彼は人間の姿に戻るが、エネルギーを生み出す力は残っていた。
人々の生命エネルギーを奪うミュータントであるネヴァーマインドが、ハルクを強力な宿主として求め、ガンマ基地を襲うと、バナーとジョーンズ（当時はハルクだった）がヒーローとしてミュータントと交戦するのを目撃したロスは、ハルクが心を持たない怪物であるという自分の考えが間違っていたことに気づく。そこでロスは、ミュータントが自分に取り付くことを許し、ザザックスから保持していたエネルギーを放出することで娘を救うと、バナーとベティを祝福しながら娘の腕の中で息を引き取った。
その後ロスの遺体を奪ったリーダーが、倒れた兵士レディーマーの代わりとして彼を復活させるため、彼の信奉者の1人を利用としたが、結局、ロスはエイリアン・トロイジャンのエージェントによって回収・蘇生され、空軍に戻った。それか、彼は、ハルクに立ち向かうより費用対効果の高い方法を思いつく。
ロスはバナーと友人になるが、両者はバナーのガンマ線照射されたDNAと彼女のDNAが相互作用したためにベティが死んだと思われた時、ロスは再び復讐心に燃えてハルクを追うことを決意した。
同じ頃、ライカー将軍がハルクの追跡を引き継ぎ、ロスは間接的に関与することとなって、ライカーがハルクの仕組みを解明しようとバナーを精神的に拷問した際に観察した。だがハルクはライカーの支配から逃れ、いくつかの冒険の後、宇宙で行方不明になった。
ハルクが亡命先から帰還し“ワールド・ウォー・ハルク”を開始すると、将軍となったロスは、ハルクがトニー・スターク/アイアンマンを倒した後に再び宿敵に戦いを挑むことを選択。だがハルクへの襲撃に失敗したロスたちは捕らえられ、彼が宇宙から持ち帰った軍隊である“ウォーバウンド”の監視下で鎖につながれた。しかしハルクは最終的に、彼を人間の姿に戻す衛星兵器によって倒された。

### レッド・ハルク
レッド・ハルク（別名ルーク）は、2008年に『ハルク』（Vol.2）第1号で紹介され、ハルクに対する制約のない、戦術的に知的な敵として創造された。元々、この設定は1970年代のテレビドラマ『超人ハルク』の監督であるケネス・ジョンソンの提案をもとにしており、マーベルの編集長ジョー・カザーダは、素性不明である赤いバージョンのキャラクターをコミックスでデビューさせるというアイデアを提案したことから当初、レッド・ハルクの正体は物語の登場人物にも読者にも知られなかった。
2008年に初公開された『ハルク』（Vol.2）シリーズのオープニング・ストーリー・アークでは、ウェンディゴとエミル・ブロンスキー/アボミネーションを殺害し、S.H.I.E.L.D.の“ヘリキャリア”を破壊。レッド・ハルクはノリン・ラッド/シルバーサーファーからコズミック・パワーを吸い上げて彼を殺したように見せかけ、テラックスのコズミック・アックスと共に彼のボードを盗み、その力でネイモアも手にかけた。更にトッド・アーリス/タイガー・シャーク、スティーヴン・ストレンジ/ドクター・ストレンジ、カール・モルド/バロン・モルド、エン・ドゥイ・ガスト/グランドマスター、テラックス、ハルク、サイコマンなど、多数のヒーローやヴィランを打倒・殺害し、サンフランシスコで地震を引き起こした後、だがギャラクタスにコズミック・パワーを奪い返され、ハルクとソーに倒された。レッド・ハルクが殺したほとんど全ての者は、その出来事の記憶を失って復活した。
2009年の『コード・レッド』ストーリー・アークにおいて、レッド・ハルクはレナード・サムソン博士やMODOKが率いる犯罪シンクタンクの“インテリジェンシア”など複数の人物によって“スーパー・ソルジャー・プログラム”の一部として生み出された。
2010年の『Fall of the Hulks: Gamma』では、レッド・ハルクは同盟を結んでいたバナーの命令でロスを殺害したことがフラッシュバックで語られた。しかし、同年の『ワールド・ウォー・ハルク』では、レッド・ハルクはサディアス・ロスであり、レッド・シー・ハルクはベティ・ロスであり、「殺された」サディアス・ロスは“ライフ・モデル・デコイ（LMD）であったことが明かされた。レッド・ハルクはその後、グレン・タルボットのLMDでアメリカを乗っ取ろうとするインテリジェンシアの計画を、タルボットのLMDを破壊することで阻止し、自ら国を乗っ取ろうとした。だがレッド・ハルクは、オーバーヒートにより、回復したハルクによって打ち負かされ、彼からはロスの死を偽装したのは自分のアイデアであり、二度とそのアイデンティティーを取り戻すことはできないと告げられた。ガンマ・ベースに幽閉されたレッド・ハルクだったが、バナーとスティーブ・ロジャース/キャプテン・アメリカに“アベンジャーズ”加入を手配された。
ロジャースに採用されたレッド・ハルクは、インテリジェンシアのフェイルセーフ計画“Scorched Earth”を阻止した。バナーは、レッド・ハルクのエネルギー消耗能力は自分自身を殺すから取り除いたと主張していたが、彼はまだこの能力を持っていることが示された。“Scorched Earth”の出来事の後、レッド・ハルクはアニーというLMDとペアを組む。レッド・ハルクは時折、ロスの元弟子レジナルド・フォーテーン将軍や、MODOKによって超人的な突然変異を与えられた科学者ゼロ/ワン、そしてインドの連続殺人鬼ブラック・フォッグに襲われた。
レッド・ハルクは『ヒロイック・エイジ』における、“インフィニティ・ジェム”の危機において重要な役割を果たした。2011年の『フィアー・イットセルフ』においてレッド・ハルクは、シングに化けたアングリールが“アベンジャーズ・タワー”を破壊するのを阻止しようとしたが失敗した。
2012年の『マーベルNOW！』再始動の一環として、レッド・ハルクは“サンダーボルツ”の非政府スポンサーバージョンを率いた。このチームはロスの軍歴が残した混乱を一掃するためのストライク・チームだが、後にサンダーボルツはロスのために1つの任務をこなし、その後さまざまなメンバーの任務をこなすという新しい取り決めを定めた。
ハルクがリック・ジョーンズ、スカー、ベティの力を奪うと、ロスはハルクの動きを監視し始める。これはドク・グリーンがレッド・ハルクを制圧し、彼をロスに戻す処方を注射する戦いに繋がり、この対決に警告を発する陸軍が到着すると、ロスは脱走容疑で逮捕された。
2016年の『シビル・ウォーII』でロスは、軍の機密刑務所に収監されていることが明らかになった。しかし、『シークレット・エンパイア』の際にレジスタンス組織を助けたために仮釈放された。その後ロスは殺されるが、それはまたしてもLMDで、ロス本人は生き残ったことが明かされた。

## 体質・パワー・弱点
ガンマ線と宇宙線の組み合わせによって誕生したレッド・ハルクは、オリジナルのハルクとは異なり、意識を失っても元の姿に戻らず、血液は緑ではなく蛍光イエローであり、元の姿をしていても、その色は変わらない。
軍事戦略を熟知しているほか、大抵の砲弾や発射体に耐えられる皮膚、100トンの重量物を持ち上げられるとてつもない程の物理的なパワー、長距離を跳び越えられる脚力などハルクとほぼ同じ能力を持ち、激昂していない間は目から自在に熱を発するほか、ガンマ線やコズミック・パワーなど様々なエネルギーを吸収して自らのパワーのレベルを増強させられ、強力なヒート・ブラストとして放つことまでできる。ケーブルの“テクノ・オーガニック・ウイルス”に感染した際には、怒るほど上昇する熱を制御してウイルスを体内から焼き尽くした。
一方で、生理機能が余分な熱に対処しきれないことから、強烈なその熱はあまりに激しすぎると弱体化してしまい、“ネガティブ・ゾーン”のエネルギーにも弱く、吸収しようとすると激痛を引き起こし、身体を消耗させてしまうことが示されている。

## その他のバージョン

### 『エイジ・オブ・アポカリプス』
『エイジ・オブ・アポカリプス』では、アース295のロスがアポカリプスから人間を守るための運動である“ヒューマン・ハイ・カウンシル”のメンバーとして登場する。

### 『スパイダーボーイ』
アマルガム・コミックスのワンショット『スパイダーボーイ』には、ベン・パーカーと合体したアース9602のロスが登場する。

### 『デイズ・オブ・フューチャーパスト』
『デイズ・オブ・フューチャーパスト』におけるロスは、最終的に政府の反ミュータント法の強化に抗議して辞任した。

### 『Heroes Reborn』
『ヒーローズ・リボーン』には、フランクリン・リチャーズによって造られたポケット次元から、アメリカ軍参謀長のロスが登場する。

### 『1602: New World』
『1602: New World』には、アース311におけるロスがイギリス海軍の提督として登場する。

### 『Marvel Magnaverse』
『Marvel Magnaverse』 には、アース2301のロスが宇宙ステーションの司令官として登場し、ギャラクタスに殺害された。

### 『Mini Marvels』
『 Mini Marvels』には、アース99062のロスが登場する。

### 『Newuniversal』
『Newuniversal』には、アース555のロスがアメリカ統合参謀本部議長として登場する。

### 『アルティメット・マーベル』
『アルティメット・マーベル』では、アース1610でS.H.I.E.L.D.を務めるロスが、“ファンタスティック・フォー”の同盟者として登場する。

## MCU版
MCUでは、ウィリアム・ハートが演じていた。日本語吹替は菅生隆之が担当。
ハートが2022年3月に他界した為、今後のキャストがどうなるのかファンの間で心配されていたが、10月ハリソン・フォードが引き継ぐ事が発表された。日本語吹替もフォードのフィックスである村井國夫に変更された。
本項は、“アース616”（正史の宇宙）におけるロスを主軸として表記する。

### キャラクター像
“アベンジャーズ”をはじめとする超人ヒーローたちに、ヴィラン以外で批判的な姿勢を示す代表格。『インクレディブル・ハルク』ではアメリカ陸軍将軍として、『シビル・ウォー/キャプテン・アメリカ』以降はアメリカ国務長官として活動する。
職務に厳格で、勲章を複数持つなど立派な人物のようだが、ヒーローたちを露骨に毛嫌いし、彼らを合法的に圧制する術を模索している節もあり、“スーパーソルジャー計画”再開のためにブルース・バナー/ハルクを娘の恋人と知りながらも利用し、手段を選ばずに自らの保身と目的達成を企んだり、ヒーローたちを「“核弾頭”」と例えることに加え、“ソコヴィア協定”に調印したトニー・スターク/アイアンマンやジェームズ・“ローディ”・ローズ/ウォーマシンの報告や意見を聞き入れず、一方的に自分の指示を押し付けるなど、度量が狭く独善的な冷血漢である。一方で娘のベティ・ロスとは、ブルースの実験失敗後に疎遠となり、顔を合わせる度に険悪なムードとなるが、内心では父親として偽りなく大切に思っている。

### 『ホワット・イフ...?』版
声 - マイク・マクギル
日本語吹替 - 菅生隆之
現在のところ、“アース51825”、“アース32938”、“アース29929”の、3つの宇宙におけるロスの“変異体”が登場しており、いずれも正史のロスと同様に独善的なアメリカ陸軍将軍である。

### 描写
『インクレディブル・ハルク』
演 - ウィリアム・ハート
日本語吹替 - 菅生隆之
本作でMCU初登場。5年前にスーパーソルジャー計画を再開させたものの、実験失敗でハルク化したブルースによってベティと共に負傷する。それ以降、体質が変化し行方を晦ましたブルースを目の敵・「軍の所有物」と見做し、捕獲して治療はせずに、スーパーソルジャー計画続行と実験失敗の事実の隠蔽のためにブルースの行方を追い続けていた。
現代においてブルースがリオデジャネイロに潜伏しているとの情報を得て、召集したエミル・ブロンスキーら特殊部隊を率いて現地へ向かい、作戦指揮を執るが、ブルース/ハルクの逃走を許した。その後、ブロンスキーに“超人血清”を勧めて投与させ、“カルバー大学”のキャンパスでの再戦時にもハルク捕獲の指揮を執るが、居合わせたベティの制止を聞き入れず、逆に彼女を窮地に追いやってしまい、ハルクに連れ去られることとなった。
後日、復活したブロンスキーに再度血清を投与させ、“グレイバーン大学”で遂にブルースを捕獲し、ベティを同乗させた輸送ヘリで連行するが、アボミネーションとなってハーレムで暴れるブロンスキーを止めるため、彼を飛行中のヘリから降ろすことを渋々了承した。それでも、アボミネーションと戦うハルクの援護射撃を部下に指示し、ベティと2人で危機に陥りながらも激戦の顛末を見届けた。
物語のラストでは、スーパーソルジャー計画が永久凍結されたことを受け、バーで自棄酒と煙草に溺れていたが、そこに現れたトニーからチーム編成について交渉される。
『シビル・ウォー/キャプテン・アメリカ』
演 - ウィリアム・ハート
日本語吹替 - 菅生隆之
本作では国務長官に就任しただけでなく、物語の5年前にゴルフ中に心臓発作を患い、13時間のバイパス手術を受けたことも言及している。
ラゴスで発生したアベンジャーズとブロック・ラムロウ/クロスボーンズらの戦闘の余波による惨事の数日後に、“アベンジャーズ・コンパウンド”を訪ねて、アベンジャーズに超人たちを管理するために立ち上げられたソコヴィア協定への登録を推し進めた。その後は、ルーマニアやドイツで幾度となく騒動を起こしたスティーブ・ロジャース/キャプテン・アメリカやバッキー・バーンズ/ウィンター・ソルジャーたちを捕えるようにトニーたちへ命じ続けた。
事後は、戦犯としてスティーブたちを国際指名手配犯にするが、スティーブが“ラフト刑務所”に侵入した際にトニーに連絡を取ったものの、トニーに無視されてしまう。
『アベンジャーズ/インフィニティ・ウォー』
演 - ウィリアム・ハート
日本語吹替 - 菅生隆之
本作では物語の前半にのみ登場。ニューヨークが“ブラック・オーダー”に襲撃され、地球の危機が迫っている中でも、ヒーローへの否定的かつ批判的な姿勢は一切変わらず、彼らに頼る事なく今回の事態を乗り切ろうとしていた。自身の保身及びヒーローの出撃が被害をより拡大させる可能性から、通信相手のローディに出動許可を出さないどころか、彼が述べた協定同意を後悔する旨に水を差すような言い方もした。後にスティーブたちがアベンジャーズ・コンパウンドに現れた際も彼らを糾弾し、ローディに逮捕を命じるが、ローディの事実上の命令拒否によって通信を切られてしまう。
『アベンジャーズ/エンドゲーム』
演 - ウィリアム・ハート
本作では、物語のラストにのみ登場。描写や言及は無かったものの、サノスによる“デシメーション”の影響で消滅していたが、アベンジャーズの尽力により復活。
物語ラストのトニーの葬儀には、他の参列者たちと同様に神妙な顔を浮かべながら参列していたものの、その途中で立ち去ろうとする素振りを見せる。
『ブラック・ウィドウ』
演 - ウィリアム・ハート
日本語吹替 - 菅生隆之
本作では、“アベンジャーズの内乱”直後の活動が描写され、逃亡者に認定されたナターシャ・ロマノフ/ブラック・ウィドウの逮捕に乗り出す。また、歩行時に杖をついている。
物語前半で、ナターシャが潜伏していると思しきとある街のビルでS.W.A.T.チームに同伴し、隊員たちにナターシャの捕縛を指示。そこにかかってきた彼女からの電話に出ると非難されるが、スティーブに加勢したヒーローの多くを捕らえたことを伝えると電話を切られ、ナターシャが残していた発信器だけが見つかったことを聞き、裏をかかれる形になった。
物語のラスト直前には、ナターシャが自ら居場所をリークしたことでレッドルーム本部の壊滅現場へ部隊と共に赴き、ワンシーンのみで出番を終える。
『ホワット・イフ...?』シーズン1
声 - マイク・マクギル
日本語吹替 - 菅生隆之
第3話
アース51825におけるロスが登場。ブルース/ハルク捕獲のために部隊を率いてカルバー大学に押し掛けるが、自分の指示ではなく、何者かがブルースを攻撃した事態に困惑し、暴れ出したハルクに自ら銃撃することもあったが、突如膨張・破裂してしまった彼を目の当たりにする。
第6話
アース32938におけるロスが登場。ジェームズ・"ローディ"・ローズとトニー・スタークが殺害されたことでアメリカと“ワカンダ”の国際関係が緊迫化した際にスターク邸を訪ね、愛国者法により“スターク・インダストリーズ”の資産を軍が接収すると提言し、アメリカとワカンダの戦争に向けて“リベレーター”の量産を始めるようにペッパー・ポッツに対して強引に指示した。
裏でこの一件の糸を引いているエリック・キルモンガー（ウンジャダカ）が設計したリベレーターが量産されると、彼へ「おめでとう大尉、君は21世紀の戦争を発明したな」とその真意を知らずに称え、自身はネバダ州のコマンドセンターから指揮をとり、モニターに映ったワカンダの光景に驚きつつもリベレーターの大軍を同国へ侵攻させた。だが、ワカンダ軍の返り討ちでリベレーターが全滅し、その後日、ワカンダを跡形も無く消し去るための総攻撃を仕掛けようと全駆逐艦にミサイル装填を急がせるようペッパーに命じ、彼女を辟易させる。
第8話
アース29929におけるロスがワンシーンにのみ登場。ウルトロンによって世界中から発射された各地への核ミサイル攻撃をモニター越しに目撃し、恐怖する表情を見せる。
『キャプテン・アメリカ:ブレイブ・ニュー・ワールド』
演 - ハリソン・フォード
日本語吹替 - 村井國夫
本作では中心人物の一人であり、アメリカ合衆国大統領として登場。本作より、サミュエル・スターンズから処方された心臓疾患の薬に密かに仕込まれていたガンマ線によって、徐々にガンマ線が身体に溜まり、レッドハルクへの変身能力を獲得している。また、ハーレムの事件の後にサミュエルを拘束し軍の極秘施設に収監していたことが判明している。
しかし、娘のベティの為に、今までの自分から変わろうと努力したり、かつてソコヴィア協定の一件で敵対してきたサムにアベンジャーズの再建を依頼するなど、過去作と比べると人間味のある性格に変わってきている。
インド洋上に隆起した島で発見された新資源アダマンチウムを公平に分配するための条約締結に奮闘するが、大統領に就任したらサミュエルを釈放するという約束を反故していた。報復として日本との軍事衝突寸前まで追い込まれている。ホワイトハウスで行われた会見の場でレッドハルクに変身するが、サムの活躍で拘束されラフト刑務所に収監された。サムによるとアダマンチウムの平等な分配を目的とした条約は締結され、オザキ・ロス条約として後に語り継がれることになるだろうと語られている。そして、全ての責任を取って地位から退いた。その後、サムと共に面会に来たベティと再会・和解した。
『サンダーボルツ*』
名前のみ登場。ヴァレンティーナの弾劾裁判にてレッドハルクで暴走したことが原因で、自ら大統領を辞任したことが明言された。

## その他のメディア

### テレビアニメ
- 『マーベル・スーパーヒーローズ』：クロード・レイが声をあてた。
- 『超人ハルク（1982年）』：ロバート・リッジリーが声をあて、藤本譲が日本語吹替を担当した[53]。
- 『超人ハルク（1996年）』：ジョン・ヴァーノンが声をあて、伴藤武が日本語吹替を担当した[54]。
- 『Fantastic Four: World's Greatest Heroes』：第7話『Hard Knocks』に、台詞無しでカメオ出演した。
- 『アベンジャーズ 地球最強のヒーロー』：ハルクバスターズのリーダーであり、レッドスカルの“コード・レッド”の秘密メンバーでもあるロス/レッド・ハルクが登場。キース・ファーガソン（ロス）とフレッド・タタショア（レッド・ハルク）が声をあてた。
- 『アイアンマン ザ・アドベンチャーズ』：ゲストキャラクターとして登場し、エリック・バウザが声をあてた。
- 『ハルク: スマッシュ・ヒーローズ』：ロス/レッド・ハルクが登場。クランシー・ブラウンが声をあて[55]、日本語吹替は松田健一郎が担当した。
- 『アルティメット・スパイダーマン』：ロス/レッド・ハルクが登場。クランシー・ブラウンが声をあてた。
  - さらに、『Marvel Noir』版のロス/レッド・ハルクがシーズン4の第93〜97話（日本放送版では第96〜99話）『異次元のスパイダーマン、再び』でジョー・フィクジットのギャングの一員として登場する。
- 『アベンジャーズ・アッセンブル』：ロス/レッド・ハルクがマイティ・アベンジャーズの一員として登場。クランシー・ブラウンが声をあてた。
- 『X-MEN '97』：第7話『光る目』（原題：『Bright Eyes』）に登場。マイケル・パトリック・マギールが声をあてた。

### その他の映画
2003年の実写映画『ハルク』では、サム・エリオットが演じた。1970年代のデザート基地（後のガンマ基地）の管理者で、デヴィッド・バナーの同僚でもあり、エディス・バナーが殺害された後も、バークレー研究所でブルース・バナーとベティ・ロスを監督している。

### ビデオゲーム
- 『Hulk』（2003）：同年公開の実写映画『ハルク』のタイアップゲーム。ロスは僅かに登場する。
- 『The Incredible Hulk: Ultimate Destruction』：デビット・A・トーマスが声をあてた。
- 『The Incredible Hulk』（2008）：同年公開の実写映画『インクレディブル・ハルク』のタイアップゲーム。ウィリアム・ハートが声をあてた。 さらに、GameStop限定のXbox 360版ではレッド・ハルクがプレイヤーキャラクターとして登場する[56]。
- 『Marvel: Ultimate Alliance 2』：レッド・ハルクはハルクの別コスチュームとして登場する[57]。
- 『Marvel Super Hero Squad Online』・『Marvel: Contest of Champions』・『Marvel: Future Fight』・『Marvel Avengers Academy』・『Marvel Puzzle Quest』：レッド・ハルクがプレイヤーキャラクターとして登場する。
- 『Marvel: Avengers Alliance』：レッド・ハルクがアンロックプレイヤーキャラクターとして登場。
- 『LEGO マーベル スーパー・ヒーローズ ザ・ゲーム』：ロスがプレイヤーキャラクターとして登場し、ジョン・ディマジオが声をあてた[58]。
- 『Lego Marvel's Avengers』・『LEGO マーベル スーパー・ヒーローズ 2 ザ・ゲーム』：ロス/レッド・ハルクがプレイヤーキャラクターとして登場。

## 単行本
| 題名                               | 収集された資料 | 発行日     | ISBN              |
| ---------------------------------- | --- | ---------- | ----------------- |
| Hulk Vol. 1: Red Hulk              | Hulk vol.2＃1–6 | 2009年2月  | 0-7851-2882-4     |
| Hulk Vol. 2: Red & Green           | Hulk vol. 2 #7–9; King-Size Hulk #1                                                                                | 2009年7月  | 0-7851-2884-0     |
| Hulk Vol. 3: Hulk No More          | Hulk vol. 2 #10–13; Incredible Hulk #600                                                                           | 2010年2月  | 0-7851-4052-2     |
| Hulk: Fall of the Hulks Prelude    | Hulk vol. 2 #2, 16; Skaar: Son of Hulk #1; Hulk: Raging Thunder; Planet Skaar Prologue; All-New Savage She-Hulk #4 | 2010年2月  | 0-7851-4315-7     |
| Hulk Vol. 4: Hulk vs. X-Force      | Hulk vol. 2 #14–18                                                                                                 | 2010年6月  | 0-7851-4053-0     |
| Hulk: Fall of the Hulks – Red Hulk | Fall of the Hulks: Red Hulk #1–4                                                                                   | 2010年8月  | 0-7851-4795-0     |
| Hulk Vol. 5: Fall of the Hulks     | Hulk vol. 2 #19–21; Fall of the Hulks: Gamma                                                                       | 2010年11月 | 0-7851-4054-9     |
| Hulk Vol. 6: World War Hulks       | Hulk vol. 2 #22–24                                                                                                 | 2011年3月  | 0-7851-4267-3     |
| Red Hulk: Scorched Earth           | Hulk vol. 2 #25–30                                                                                                 | 2011年5月  | 0-7851-4896-5     |
| Planet Red Hulk                    | Hulk vol. 2 #30.1, 31–36                                                                                           | 2011年10月 | 0-7851-5578-3     |
| Fear Itself: Hulk                  | Hulk vol. 2 #37–41                                                                                                 | 2012年2月  | 0-7851-5579-1     |
| Hulk: Hulk of Arabia               | Hulk vol. 2 #42–46                                                                                                 | 2012年4月  | 0-7851-6095-7     |
| Hulk: Haunted Hulk                 | Hulk vol. 2 #47–52                                                                                                 | 2012年8月  | 978-0-7851-6099-1 |
| Red Hulk: Mayan Rule               | Hulk vol. 2 #53–57                                                                                                 | 2012年11月 | 0-7851-6097-3     |